# رشته‌کوه کیرگانای
رشته‌کوه کیرگانای (روسی: хребет Кырганай) یک رشته‌کوه در استان ماگادان کشور روسیه است.